# Kunbir nomurai
Kunbir nomurai är en skalbaggsart som beskrevs av Hayashi 1974. Kunbir nomurai ingår i släktet Kunbir och familjen långhorningar.
Artens utbredningsområde är Taiwan. Inga underarter finns listade i Catalogue of Life.